# Дакікі
Абу Мансур Мухаммед ібн Ахмед (? — близько 977) — перський і таджицький поет, відомий під ім'ям Дакікі. Один з найбільших поетів другої половини X століття.
Джерела по-різному вказують місце його народження: Тус (нині на півночі Ірану), Самарканд, Балх. Він народився приблизно в 948—950 роках і загинув у розквіті творчих сил у віці 30-35 років, тобто близько 978—983 років. Служив при дворі саманідського правителя Hyxa II ібн-Мансура (975—997). На честь династії Саманідів склав багато панегіриків у формі «касид».